# Pro League
Pour la ligue regroupant les clubs professionnels français, voir Ligue de football professionnel (France) (LFP).
La Pro League asbl (également souvent appelée Ligue pro) est une association sans but lucratif belge fondée en 1974 qui regroupe les clubs de football professionnel belges évoluant en championnat de première division.

## Histoire
La Pro League « a pour objet de développer et de promouvoir le football professionnel en Belgique et de veiller à la qualité du produit ». Elle fut fondée sous l’impulsion des trois dirigeants les plus influents du football belge, à savoir Constant Vanden Stock, Fernand De Clerck et Roger Petit qui en deviendra le premier président. En 1997, elle fait partie des fondateurs de l'Association of European Union Premier Professional Football Leagues. La Pro League était anciennement dénommée Ligue professionnelle de Football (Liga Beroepsvoetbal en néerlandais). Le changement de dénomination a été voté lors de l'assemblée générale du 6 octobre 2008.

### Plus proche du Football
Début juillet 2020, la Pro League présente sa nouvelle "identité visuelle" assortie d'un slogan: "Plus Proche du football. L'ancien logo datait de dix ans. C'est l'agence spécialisée "Mirror Mirror" qui a été chargée de cette initiative essentiellement commerciale .

## Adhésion
Les membres sont les clubs de football évoluant en première division belge. Pour obtenir la qualité de membre, les statuts de l'association prévoient qu'un club doit notamment:
- jouir de la personnalité juridique,
- être reconnus par l'URBSFA en tant que club professionnel,
- être titulaire de la licence ad hoc pour la première division du championnat de Belgique,
- être qualifié sportivement pour la première division du championnat de Belgique,
- disposer dès le début de la saison d'un terrain principal équipé d'une pelouse en bon état, praticable tout au long de la saison et dans toutes les conditions climatiques et équipé de systèmes de drainage, d'arrosage et de chauffage conformes.

## Présidents
- 1974 - 1981 0Roger Petit
- 1981 - 1986 0Michel D'Hooghe
- 1986 - 1996 0Roger Vanden Stock
- 1996 - 1999 0Eddy Wauters
- 2001 - 2007 0Jean-Marie Philips (nl)
- 2007 - 2012 0Ivan De Witte[5]
- 2012 - 2013 0Ronny Verhelst
- 2013 000000 José Zurstrassen (ad interim)[6]
- 2013 - 2014 0Michel Dupont[7]
- 2014 - 2015 0Peter Quaghebeur (ad interim)
- 2015 - 2018 0Roger Vanden Stock[8]
- 2018 - 2019 0Marc Coucke
- 2019 -      00000 Peter Croonen (nl)

### Directeurs généraux (CEO)
- 2015 - 2022 0Pierre François
- 2022 - 00000Lorin Parys

## Identité visuelle

Logo de 2010 à 2020.
Logo depuis 2020.